# Amata Spring Country Club
De Amata Spring Country Club is een countryclub in Chonburi, in het Thaise district Muang.
De countryclub heeft een golfbaan en een zwembad. De golfbaan werd in 2005 geopend en heeft een par van 72. Het is de thuisbaan van LPGA speelster Virada Nirapathpongporn. Hole 17 is een par 3 met een drijvende eilandgreen.
Op 8 november 2010 werd er een skins-toernooi gespeeld ter ere van de 60-jarige regeringsperiode en de 84ste verjaardag van koning Bhumibol. Deelnemers waren Tiger Woods, Paul Casey, Camilo Villegas en Thongchai Jaidee. De spelers gaven hun prijzengeld aan goede doelen.
Toernooien
- Thailand Golf Championship: 2011, 2012
- Asia-Pacific Amateur: 2012
- World Golf Salutes King Bhumibol: 2010

Op het terrein van Amata Springs staan huizen en appartementen, gebouwd in Spaanse stijl.